# Volet (cinéma)
Pour les articles homonymes, voir volet.

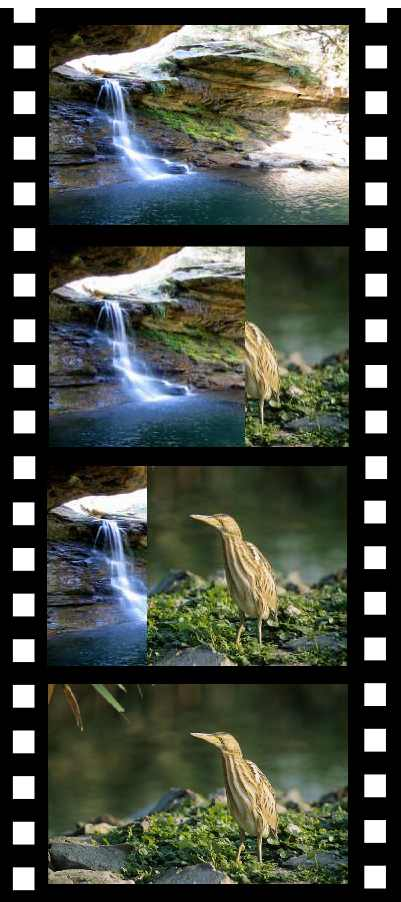
Volet de droite à gauche

Au cinéma, un volet (« wipe » en anglais) est un moyen de transition utilisé entre deux plans qui se suivent : un plan est progressivement remplacé par le suivant sans utiliser un fondu-enchaîné, par le passage de ce qui ressemble à une barre ou une page que l'on tourne, et qui est en fait obtenu par le trucage du cache/contre-cache.

« Le remplacement ou le recouvrement de la première scène par la seconde donne l’impression que la première scène a été chassée ou recouverte par la suivante. Cette substitution ou ce glissement s’appelle un volet, obtenu avec son contre-volet, et peut s’effectuer de haut en bas, de bas en haut, de gauche à droite, de droite à gauche, en étoile, en cercle… selon la fantaisie du cinéaste ou les besoins de l’histoire. »

Les volets, très courants pendant les premières décennies du XXe siècle, tombèrent en désuétude dans les années 60 en tant que moyen de transition dans le récit filmique, sauf pour le split screen (division de l'écran) quand intervient ou disparaît la division en plusieurs images visibles simultanément. Ils revinrent à la mode en tant que véritable « marque de fabrique » de certains réalisateurs, comme George Lucas dans Star Wars. La direction de déplacement du volet correspond à la localisation de la scène suivante, par exemple volet vers le bas lorsque l'on passe d'une scène dans l'espace à une scène sur la planète. Lucas était en cela inspiré par Akira Kurosawa qui utilisait le même principe.